# BeoutQ
beoutQ是沙特阿拉伯的一家海盗电视台（即未取得任何设立许可的电视台），该台成立于2017年，以转播卡塔尔beIN Sports播放的体育赛事为主（但未经授权），并以自家台标覆盖beIN Sports的台标，同时也会播出其它电视台的节目（同样未经授权）。该台的节目通过其自家推出的IPTV机顶盒播出。

## 历史
2017年卡塔尔外交危机之后，沙特阿拉伯等国与卡塔尔断交，总部位于卡塔尔的beIN Sports也在这一年6月被沙特阿拉伯当局禁播，沙特阿拉伯还指责其垄断市场。而beIN Sports拥有多项赛事（如奥运会、世界杯足球赛、亚足联旗下赛事、英超、西甲等）在中东和北非全境的转播权，导致这些赛事无法在沙特阿拉伯正常播放。
几个月后，一家名为“beoutQ”的电视台在沙特阿拉伯国内出现，并得到了该国一些著名人士的支持（如曾担任国王阿卜杜拉顾问的沙特·卡塔尼），甚至有消息称沙特阿拉伯政府也在为其撑腰。该台节目主要来自beIN Sports，但经过了重新包装，并被加上了beoutQ的标志。beoutQ最初在网上播出，后来又开始通过沙特阿拉伯政府作为大股东的Arabsat卫星电视平台播出，目前则是以IPTV机顶盒的形式播出。有报道称，截至2020年，beoutQ在在中东和北非已经卖出300万个机顶盒，而且订阅首年观看赛事完全免费。

## 节目

beoutQ盗播beIN Sports的一个例子：图片上为beoutQ播出的2019年亚洲杯足球赛（中国 vs. 吉尔吉斯斯坦），被盗播的beIN Sports为防止盗播而在画面上添加了水印，beoutQ方面未及遮挡而暴露了盗播的事实。

beoutQ开播时，其节目大多来自beIN Sports；后来又开始未经授权播出Eleven Sports和Telemundo电视台的体育赛事。之后beoutQ也开始雇佣自己的评论员进行解说，以代替beIN Sports的解说声轨。beoutQ的IPTV机顶盒还内置了一个被形容为“盗版Netflix”的APP，提供大量盗版影视作品。该台还时常播放攻击被盗播对象beIN Sports的短片，并把自己包装成打破垄断的一方。

## 反响及批评
作为被盗播最多的一方，beIN Sports自然对此颇为不满。为反制beoutQ的盗播行为，beIN Sports也开展了反制措施，包括经常变动台标位置使其来不及遮盖，以及在画面中添加难以遮挡和消除的等。被侵权的赛事主办方也对beoutQ的盗播行为表达不满。
2018年10月2日，beIN Sports所在国卡塔尔向世界贸易组织（WTO）提起诉讼，指控沙特阿拉伯的侵权行为。2020年6月，WTO裁定沙特阿拉伯政府在幕后支持beoutQ的盗播比赛，并敦促沙特阿拉伯政府立即采取措施应对这些电视盗版行为。沙特阿拉伯方面拒绝接受裁决结果并提出上诉。
2019年4月，美国贸易代表办公室发布《特别301报告》，称beoutQ的盗播行为“臭名昭著”，并将沙特阿拉伯列入“一般观察名单”。2020年1月，欧盟也发布报告指责沙特阿拉伯政府打击盗播不力，并将该国列入观察名单。
beoutQ的盗播行为及其与沙特阿拉伯政府的关系也影响到了沙特公共投资基金对英格兰球队的收购。英超至少十支球队表达了担忧，英国政府方面也对此表达关切。最终收购计划搁浅。